# Vincenzo De Falco
Vincenzo De Falco (* 16. Februar 1960 in Neapel) ist ein italienischer Rechtsanwalt und Schriftsteller.
Er schreibt Kriminalromane und ist in Italien auch als Theaterautor erfolgreich.
Zusammen mit Diana Lama schrieb er Kriminalromane über den Maresciallo Bagnasco, die in der Provinz Venetien spielen. Für „Tote Nymphe“, der erste Venetien-Krimi, erhielten sie den Premio Alberto Tedeschi.

## Leben
De Falco lebt mit seiner Familie in Neapel.

## Werke

### Romane
- 1990 Fiabolario
- 1992 Le Strade per l'India
- 1995 Rossi come lei (Zusammen mit Diana Lama)
- 1998 Presepe col morto (Zusammen mit Diana Lama)
- 1999 Nell'Ombra (Zusammen mit Diana Lama)
- 2000 Una Vita Spezzata
- 2003 Brividi Neri
- 2004 Tote Nymphe (deutsche Ausgabe von "Rossi come lei"). Scherz Verlag, Frankfurt/M. 2004, ISBN 3-502-51916-1
- 2006 Tod im Glashaus (deutsche Ausgabe von "Nell'umbra") Fischer, Frankfurt/M. 2006, ISBN 3-596-16449-4
- 2007 Partenope Pandemonium

### Theaterstücke
- 1999 Preludio per Anna, Real Orto Botanico, Neapel
- 2000 Uno Sparo nel buio, Teatro Il Pozzo e il Pendolo, Neapel
- 2000 Profondo Giallo Villa Fondi, Piano di Sorrento
- 2000 Nell'Ombra, Teatro Il Pozzo e il Pendolo, Neapel
- 2000 Presepe col Morto, Teatro il Pozzo e il Pendolo, Neapel
- 2000 Trappola per topi (Zusätzliche Texte), Teatro Il Pozzo e il Pendolo, Neapel
- 2001 L'inizio del Viaggio - Quasi un monologo per Mrs. Christie, Teatro Il Pozzo e il Pendolo, Neapel
- 2001 Orient Express (Bearbeitung für das Theater), Teatro Il Pozzo e il Pendolo, Neapel
- 2001 Cena con Delitto sull'Orient Express (Bearbeitung für das Theater), Teatro Il Pozzo e il Pendolo, Neapel
- 2001 Processo al Principe di Sansevero - Il Principe, Piazza San Domenico Maggiore, Neapel
- 2002 Jekyll & Hyde - Un'anima divisa in tre, Teatro Spazio Libero, Neapel
- 2002 Delitto Prefetto, Festival del Giallo, Bassiano (LT)
- 2002 Medicus, Neapel (Verschiedene Orte)
- 2003 Leggere attentamente le avvertenze (Zusammen mit Peppe Celentano), Teatro Bellini, Neapel
- 2003 Delitto a Villa Rigacci, Regello (FI)
- 2003 La locandiera (adattamento, testo aggiunto), Palazzo Doria D'Angri, Neapel
- 2003 Tartufo (adattamento, testo aggiunto) (Zusammen mit Peppe Celentano), Palazzo Doria D'Angri, Neapel
- 2003 Nero di notte, Palazzo Doria D'Angri, Neapel
- 2004 La Poltrona numero trenta, Teatro Il Primo, Neapel
- 2004 Venom Ultimo Atto (Zusammen mit Peppe Celentano), Palazzo Doria D'Angri, Neapel
- 2004 Testimone d'accusa (Zusammen mit Peppe Celentano), Teatro TAM, Neapel
- 2005 Ladridisogni (Zusammen mit Peppe Celentano), Teatro Diana, Neapel
- 2007 Nel Buio, Villa Andreina, Neapel
- 2007 Mai più fango, Teatro Diana, Neapel